# Chiang-Mai-Initiative

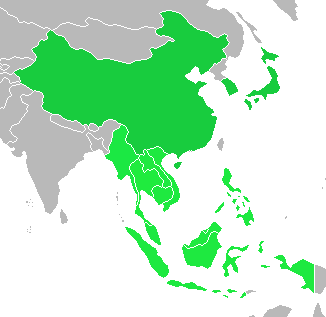
Mitgliedstaaten der ASEAN Plus Three

Die Chiang-Mai-Initiative (CMI) ist eine multilaterale Währungsswapvereinbarung unter den zehn Mitgliedern der Association of Southeast Asian Nations (ASEAN), der Volksrepublik China (einschließlich Hongkong), Japan und Südkorea. Es schöpft aus einem Devisenreserven-Pool mit einem Wert von 120 Milliarden US-Dollar und wurde am 24. März 2010 aufgelegt. Dieser Pool wurde im Jahr 2012 auf 240 Milliarden US $ erweitert.
Nach der asiatischen Finanzkrise 1997 begangen die ASEAN+3-Staaten eine Initiative, um kurzfristige regionale Liquiditätsprobleme zu bewältigen, internationale Finanzregelungen einzuhalten und die Arbeit anderer internationaler Organisationen, wie die des Internationalen Währungsfonds (IWF), zu erleichtern. Die Initiative begann als eine Reihe von bilateralen Swap-Vereinbarungen, nachdem sich die Mitgliedsländer am 6. Mai 2000 bei einem jährlichen Treffen der Asiatischen Entwicklungsbank in Chiang Mai (Thailand) trafen.

## Geschichte

### Konzept
Auf dem Höhepunkt der asiatischen Finanzkrise 1997 schlugen die japanischen Behörden einen asiatischen Währungsfonds vor, der als regionale Version des IWFs dienen sollte. Diese Idee wurde allerdings nach starkem Widerstand aus den Vereinigten Staaten auf Eis gelegt. Nach der Krise trafen sich die Finanzminister der einzelnen Mitglieder der ASEAN, der Volksrepublik China, Japan und Südkorea am 6. Mai 2000 auf der 33. Jahrestagung des Board of Governors der Asiatischen Entwicklungsbank in Chiang Mai, um die Einrichtung eines Netzes von bilateralen Währungsswap-Vereinbarungen zu diskutieren, mit dem Ziel, eine Wiederholung der asiatischen Finanzkrise zukünftig zu verhindern. Der Vorschlag impliziert auch die Möglichkeit der Schaffung eines Pools von Devisenreserven der teilnehmenden Zentralbanken, um Währungsspekulation zu bekämpfen. Der Pool wird als Selbsthilfe zur Erweiterung von IWF-Ressourcen angesehen. Nach der ASEAN+3 Finanzministerskonferenz wurde ein Joint Ministerial Statement über die Entwicklung des CMI veröffentlicht.
Kritiker zweifelten an der Argumentation hinter der Initiative. Die Asia Times Online schrieb in einem Leitartikel mehrere Tage nach dem Treffen: „Der Gedanke, dass die Existenz einer Währungsswapvereinbarung oder dem umfangreichen Konzept eines asiatischen Währungsfonds [...] könnte die Asienkrise oder die schlimmsten Folgen verhindern, ist falsch und politisch schädlich“. Nachdem der damalige IWF-Chef Horst Köhler im Juni 2000 fünf asiatische Länder besuchte, verurteilte die Asia Times Online seine Zustimmung zum „schlecht durchdachten und wahrscheinlich nie umsetzbaren ASEAN plus drei [...] Währung-Swap-Plan“. In einem Interview 2001 mit der Far Eastern Economic Review sagte Köhler, dass die CMI die regionale wirtschaftliche Zusammenarbeit und Entwicklung fördern würde und dass er nicht gegen die Bildung einer Asian Monetary Union sei.

### Entwicklung
Anfangs diente die Chiang Mai Initiative als symbolischer Akt, da sich die von der Asienkrise betroffenen Länder erholten. Thailands Export- und Dienstleistungssektor entwickelte sich stetig und das Bruttoinlandsprodukt stieg von etwa 40 % vor der Krise von 1997 auf etwa 75 %.
Dennoch griffen die Behörden aktiv am Devisenmarkt ein, um die Aufwertung ihrer Währung im Falle der Beeinflussung des Exports zu verhindern. Das Ergebnis dieser Vorgehensweise waren schnell ansteigende Fremdwährungsreserven. Dadurch hatte der ostasiatische Wirtschaftsmarkt eine Fremdwährungsreserve in Höhe von 4 Billionen US-Dollar, die einen weltweiten Gesamtdevisenwert von 55 % ausmachte. Die Ansammlung dieser Fremdwährungsreserven diente als Versicherung gegen eine weitere Krise. Diese war aber kein Ergebnis einer bewussten Strategie um Reserven anzusammeln. Vielmehr war diese Anhäufung von Reserven das Ergebnis von Wechselkursintervention, damit die lokale Währung nicht an Wert gewinnt und somit dem Exportsektor nicht schadet. Durch hohe ausländische Kapitalzuschüsse kommt es zu einer Wertsteigerung der Währung, die zu einem Aktienabsturz führen kann, wenn sie nicht verhindern wird. In Thailand stieg der Baht im Jahre 2006, welche jedoch nicht von der Zentralbank verhindert werde konnte, obwohl diese bereits eingriff und dies führte zu einem Börsencrash. Die gesammelten Reserven dienten aber auch zur Verhinderung weiterer kurzfristigen Auslandsverschuldungen. Deswegen achteten die jeweiligen Länder darauf, dass die kurzfristigen Schulden im Verhältnis zu den Reserven möglichst gering waren. Um das zu ermöglichen, wurde ein managed Floating System verwendet anstelle eines Festkurssystems. Durch diese Maßnahmen war es möglich schlimmere Folgen dieser Wechselkursinterventionen zu verhindern.
Obwohl diese Mechanismen funktionierten hatte man überlegt die Chiang Mai Initiative noch mehr zu involvieren, sodass man die bilateralen Vereinbarungen in ein multilaterales System umwandelte, welche am 10. ASEAN+3 Treffen im Jahr 2007 in Kyoto, Japan vereinbart wurden.
Ab 16. Oktober 2009 bestand das Netz aus 16 bilateralen Vereinbarungen zwischen der ASEAN+3-Ländern im Wert von rund 90 Milliarden US-Dollar. Darüber hinaus hatten die ASEAN-Swap-Vereinbarung Pool-Reserven von rund 2 Mrd. US $.

### Multilateralisierung
Auf der 10. Tagung der ASEAN+3 Finanzminister im Mai 2007 wurden bei der CMI weitere Abläufe vereinbart. Im Februar 2009 einigte sich die ASEAN+3, die ursprünglichen 78 Milliarden (2008) im Fonds auf 120 Milliarden Dollar zu erweitern.
Während der Sitzung der ASEAN-Finanzminister im April 2009 in Pattaya wurden die einzelnen Beiträge der einzelnen Mitgliedstaaten zu den Pool-Reserven festgelegt. Jedes der sechs ursprünglichen ASEAN-Mitglieder (Indonesien, Malaysia, Singapur, den Philippinen und Thailand) steuert einen Beitrag von US $ 4.770.000.000 bei, während jedes der verbleibenden vier Mitglieder zwischen 30 Mio. US-Dollar und 1 Mrd. US-Dollar beiträgt. Die Zehn Länder planten ein Treffen mit ihren Partnern, aber der Gipfel wurde abgesagt, aufgrund der Thai-politische Krise. Somit wurde der Start des multilateralen Abkommens auf einen späteren Zeitpunkt vertagt. Als sich die Staats- und Regierungschefs der dreizehn Ländern schließlich im Mai in Bali trafen, wurden die einzelnen Beiträge von China, Japan und Südkorea abgeschlossen. Bei diesem Gipfeltreffen wurde auch Hongkong als neuer Teilnehmer hinzugefügt, dessen Beitrag zu dem Chinas gerechnet wurde, obwohl Hongkong „eine eigne monetäre Verwaltung ist“. Hongkongs Beteiligung erhöht Chinas Gesamtbeitrag auf 38,4 Milliarden Dollar, gleich dem von Japan und Südkorea, die 19,6 Milliarden US-Dollar beitragen. China und Japan bleiben die größten Beitragszahler, jeder von ihnen hat 32 Prozent der gesamten finanziellen Beiträgen, sowie Korea. Diese drei Länder teilen sich 80 % aller Beiträge zur CMIM während die restlichen 20 % aus den ASEAN-Ländern kommen.
Am 3. Mai 2012 fand das 15. ASEAN+3 Finanzminister und Zentralbank Gouverneure Treffen in Manila, Philippinen, statt, das eine Vereinbarung über den Ausbau vom aktuellen Wert von 120 Milliarden US-Dollar auf 240 Milliarden US-Dollar abschließen sollte. Die ASEAN+3 vereinbarte auch, die CMIM Precautionary Line (CMIM-PL), die nach dem Vorbild des PPL-Programms innerhalb des IWF. Sie ist so konzipiert worden, um einer Finanzkrise vorzubeugen.

## Mitglieder
Bloomberg glaubt, dass die Mitglieder der CMI 2009 mehr als 4,1 Billionen US-Dollar anderer Fremdwährung hielten.
| Flagge                       | Land               | Währung                | Zentralbank                                            | Bruttoinlandsprodukt 2013 (Millionen in US-Dollar) | 2013 PPP GDP (Millionen in US-Dollar) | Finanzieller Beitrag (Millionen in US-Dollar) | Maximal Ausleihe (Millionen in US-Dollar) |
| ---------------------------- | ------------------ | ---------------------- | ------------------------------------------------------ | -------------------------------------------------- | ------------------------------------- | --------------------------------------------- | ----------------------------------------- |
| China Volksrepublik Hongkong | China und Hongkong | Renminbi und HK-Dollar | Chinesische Volksbank and Hong Kong Monetary Authority | 9.300.911 1                                        | 14.009.813 2                          | 38.400 3                                      | 19.200                                    |
| Japan                        | Japan              | Yen                    | Bank of Japan                                          | 5.149.897                                          | 4.778.523                             | 38.400                                        | 19.200                                    |
| Korea Sud                    | Südkorea           | Won                    | Bank von Korea                                         | 1.258.586                                          | 1.687.138                             | 19.200                                        | 19.200                                    |
| Indonesien                   | Indonesien         | Rupiah                 | Bank Indonesia                                         | 946.391                                            | 1.314.660                             | 4.770                                         | 11.925                                    |
| Thailand                     | Thailand           | Baht                   | Bank of Thailand                                       | 424.985                                            | 701.554                               | 4.770                                         | 11.925                                    |
| Malaysia                     | Malaysia           | Ringgit                | Bank Negara Malaysia                                   | 327.911                                            | 532.515                               | 4.770                                         | 11.925                                    |
| Singapur                     | Singapur           | Dollar                 | Monetary Authority of Singapore                        | 286.925                                            | 338.551                               | 4.770                                         | 11.925                                    |
| Philippinen                  | Philippinen        | Peso                   | Central Bank of the Philippines                        | 284.472                                            | 457.314                               | 3.680                                         | 9.200                                     |
| Vietnam                      | Vietnam            | Đồng                   | Vietnamesische Zentralbank                             | 155.952                                            | 343.024                               | 1.000                                         | 5.000                                     |
| Kambodscha                   | Kambodscha         | Riel                   | Nationalbank von Kambodscha                            | 15.672                                             | 39.734                                | 120                                           | 600                                       |
| Myanmar                      | Myanmar            | Kyat                   | Central Bank of Myanmar                                | 57.439                                             | 96.812                                | 60                                            | 300                                       |
| Brunei                       | Brunei Darussalam  | Dollar                 | Autoriti Monetari Brunei Darussalam                    | 16.451                                             | 22.305                                | 30                                            | 150                                       |
| Laos                         | Laos               | Kip                    | Bank of the Lao People's Democratic Republic           | 10.262                                             | 21.083                                | 30                                            | 150                                       |

## AMRO (ASEAN+3 Macroeconomic Research Office)
AMRO ist die makroökonomische Überwachungseinheit der multilateralen Chiang Mai Initiative der ASEAN+3. AMRO dient der Überwachung und Analyse der regionalen Wirtschaft und zur Früherkennung von Risiken. Ihr Zweck ist es, eine schnelle Durchführung von Abhilfemaßnahmen und die effektive Entscheidungsfindung der Chiang Mai Initiative.